# Stadio La Fuensanta
Lo stadio La Fuensanta (in spagnolo estadio Municipal La Fuensanta) è uno stadio di calcio situato a Cuenca, in Spagna. Fu inaugurato nel 1940 e nel 2011, con la promozione in Segunda División B della squadra locale, iniziarono i lavori di ristrutturazione.